# Silvia Cannas
Silvia Cannas (Cagliari, 27 giugno 1982) è una modella italiana.

## Biografia
Inizia il suo percorso nell'agenzia cagliaritana Venus Dea muovendo i suoi primi passi nella moda vincendo nel 2003, il titolo nazionale di miss Mondo Italia, che le permette di partecipare alla finale mondiale in Cina con il titolo di "miss World Italy 2003".
La vittoria del titolo nazionale le consente di farsi notare e di iniziare un'attività come modella e testimonial di moda.
Ha lavorato per Pantene, L'Oréal, Boccadamo, Fendi, Byblos, Roccobarocco, le Full, Mariella Burani, Rayban, Roberto Cavalli, Nokia .
Ha partecipato a diversi spot per RAI, Mediaset e Sky ed alle riprese della terza stagione della fiction Orgoglio per la RAI.